# República de Transbolaqia
La República de Transbolaqia (Bolaq artı Respublikası/Забулачная республика) fou una república proclamada a Kazan sobre la part tàrtara de la ciutat el març de 1918 i va durar un any.
El març de 1918 els bolxevics es van revoltar a Orenburg i van enderrocar el govern provisional de l'Idel Ural. El seu cap Bikbavoghlu Yunus i altres membres del govern van poder fugir cap a Kazan. La facció anti bolxevic del segon Congrés Militar Musulmà de totes les Russies va proclamar la República de Transbolaqia. La bandera utilitzada fou verda amb mitja lluna groga però no consta que fos l'oficial de la república. També es feia servir una bandera religiosa blanca amb mitja lluna i estel daurats 
Un exèrcit baixkir es va organitzar sota el comandament del general Ixbulàtov. Es va demanar ajuda a Koltxak (21 de novembre de 1918) que tres abans havia assumit la dictadura a Sibèria. Koltxak va declarar abolida l'autonomia baixkir, el que va provocar que aquest poble i els seus líders s'aliessin als bolxevics. El 1919 el cap de l'exèrcit baixkir, Validov, va signar un tractat de pau amb els bolxevics (19 de febrer de 1919) que va portar a l'acord (20 de març de 1919) i a la proclamació de la República Soviètica Tàtar-Baixkir el 22 de març de 1918. L'exèrcit roig, aliat amb els baixkir, va ocupar la República de Transbolaqia el 29 de març de 1919.